# Hälsokällan flödar
Hälsokällan flödar är en sång skriven av Frälsningsarméns grundare William Booth. Översättaren från engelska till svenska är okänd. 
Melodin är troligen en engelsk komposition.

## Publicerad i
- Frälsningsarméns sångbok 1929 som nr 51 i kördelen under rubriken "Frälsning".
- Frälsningsarméns sångbok 1968 som nr 127 i kördelen under rubriken "Jubel, Strid Och Erfarenhet".
- Frälsningsarméns sångbok 1990 som nr 781 under rubriken "Frälsning".